# Montesa Indiana
La Montesa Indiana fou un model de ciclomotor que fabricà Montesa entre 1968 i 1973, amb un total de 29.900 unitats produïdes. Al llarg de la seva vida comercial es fabricà en dues versions correlatives idèntiques, totes dues amb les següents característiques: motor de dos temps monocilíndric refrigerat per aire de 48,7 cc, bastidor monobiga o "espina de peix" en tub d'acer autoportant, frens de tambor i amortidors de forquilla convencional davant i telescòpics darrere. La Indiana era una versió especial per al mercat nord-americà del Ciclo Montesa, del qual gairebé només diferia pel color del dipòsit -groc tipus Texas en comptes de vermell-, el manilar més gros, el filtre d'aire i algun altre petit detall estètic.

## Història
Montesa començà la producció de ciclomotors a gran escala a mitjan dècada de 1960, ja que la major capacitat de producció que li proporcionà la nova fàbrica d'Esplugues de Llobregat li permeté d'expandir la seva gamma de producte. Aquesta activitat es mantingué en alça fins als inicis de la dècada de 1970, quan passà a ser complementària del desenvolupament de models de fora d'asfalt, sector que des d'aleshores esdevingué el principal de l'empresa. Els ciclomotors Montesa acostumaven a ser una reproducció a escala reduïda dels models superiors de la marca i duien motors de la firma alemanya Jlo (concretament, del model G50), els quals fabricava sota llicència l'empresa catalana.

## Característiques
La Indiana era gairebé idèntica al Ciclo Montesa, motiu pel qual algunes dades tècniques no conegudes s'han completat amb les que hi ha documentades d'aquest altre model.
Fitxa tècnica
| Montesa Indiana | Montesa Indiana | Montesa Indiana |
| --- | --------------- | --------------- |
| Id. Model | 17M             |                 |
| Núm. Sèrie | 17M0001-        |                 |
| Anys | 1968 - 1973     |                 |
| CC | 48,76           |                 |
| Diàmetre x Carrera | 38 x 43 mm      |                 |
| Compressió | 8:1             |                 |
| CV | 1,6 a 6.400 rpm |                 |
| Carburador | Irz 8 mm        |                 |
| Canvi | 3 velocitats    |                 |
| Suspensió davant | Telescòpica     |                 |
| Suspensió darrera | Oscil·lant      |                 |
| Pneumàtic davant | 2,25 x 18"      |                 |
| Pneumàtic darrera | 2,25 x 18"      |                 |
| Frens davant | Tambor 100 mm   |                 |
| Frens darrera | Tambor 100 mm   |                 |
| Pes en sec | 52 kg           |                 |
| Capacitat dipòsit | 9 l             |                 |
| Color dipòsit | Groc            |                 |
| \| • Altres \| \| ---------------------------------------------------------------------- \| \| - Velocitat màxima: 40 km/h - Consum: 1,5 l/100 km - Autonomia: 600 km \| |                 |                 |
| • Altres |                 |                 |
| - Velocitat màxima: 40 km/h - Consum: 1,5 l/100 km - Autonomia: 600 km                                                                                                   |                 |                 |